# Награди „Оскар“ (24-та церемония)
Двадесет и четвъртата церемония по връчване на филмовите награди „Оскар“ се провежда на 20 март 1952 година в театъра на импресариото Александър Пантаджес – „РКО Пантаджес“ в Лос Анджелис, Калифорния. На нея се връчват призове за най-добри постижения във филмовото изкуство за предходната 1951 година. Водещ на събитието е актьорът, певец, танцьор и комедиант Дани Кей.
Големите заглавия на вечерта са Един американец в Париж на Винсънт Минели с 6 награди, Място под слънцето на Джордж Стивънс също с 6 награди и класиката Трамвай „Желание“ на Елия Казан, който получава 4 статуетки.
Един американец в Париж е вторият цветен филм в историята удостоен с „Оскар“ за най-добър филм след Отнесени от вихъра, който получава приза на 12-ата церемония.
Все още извън официалните категории с номинации, продължава присъждането на награда за най-добър чуждоезичен филм. През тази година призът е връчен за произведението на големия японски режисьор Акира Куросава – Рашомон.

## Филми с множество номинации
Долуизброените филми получават повече от 2 номинации в различните категории за настоящата церемония:
- 12 номинации: Трамвай „Желание“
- 9 номинации: Място под слънцето
- 8 номинации: Един американец в Париж, Quo Vadis
- 5 номинации: Давид и Вирсавия, Смъртта на търговския пътник
- 4 номинации: Африканската кралица, Детективска история
- 3 номинации: Великият Карузо

## Номинации и Награди
Долната таблица показва номинациите за наградите в основните категории. Победителите са изписани на първо място с удебелен шрифт.
| Най-добър филм | Най-добър режисьор |
| --- | --- |
| - Един американец в Париж - Решение преди зазоряване - Място под слънцето - Quo Vadis - Трамвай „Желание“ | - Джордж Стивънс – Място под слънцето - Джон Хюстън – Африканската кралица - Елия Казан – Трамвай „Желание“ - Винсънт Минели – Един американец в Париж - Уилям Уайлър – Детективска история                  |
| Най-добра мъжка роля | Най-добра женска роля |
| - Хъмфри Богарт – Африканската кралица - Марлон Брандо – Трамвай „Желание“ - Монтгомъри Клифт – Място под слънцето - Артър Кенеди – Бляскава победа - Фредрик Марч – Смъртта на търговския пътник                                        | - Вивиан Лий – Трамвай „Желание“ - Катрин Хепбърн – Африканската кралица - Елинор Паркър – Детективска история - Шели Уинтърс – Място под слънцето - Джейн Уаймън – Синята завеса                            |
| Най-добра поддържаща мъжка роля | Най-добра поддържаща женска роля |
| - Карл Молдън – Трамвай „Желание“ - Лио Ген – Quo Vadis - Кевин Маккарти – Смъртта на търговския пътник - Питър Устинов – Quo Vadis - Гиг Йънг – Ела напълни чашата                                                                      | - Ким Хънтър – Трамвай „Желание“ - Джоан Блондъл – Синята завеса - Милдред Дънок – Смъртта на търговския пътник - Лий Грант – Детективска история - Телма Ритър – Размножителният период                     |
| Най-добър сценарий | Най-добра история и сценарий |
| - Място под слънцето – Майкъл Уилсън и Хари Браун - Африканската кралица – Джеймс Ейдж и Джон Хюстън - Въртележката – Жак Натансон и Макс Офулс - Трамвай „Желание“ – Тенеси Уилямс - Детективска история – Филип Йордан и Робърт Уайлър | - Един американец в Париж – Алън Джей Лърнър - Скритият коз – Били Уайлдър, Лесър Самюелс и Уолтър Нюман - Давид и Батшеба – Филип Дън - Go for Broke! – Робърт Пирош - Изворът – Кларънс Грийн и Ръсел Раус |

## Почетни награди
- Джийн Кели

- Почетна награда за най-добър чуждоезичен филм:
  - Рашомон (Rashomon), японски филм на режисьора Акира Куросава.